# 305 a.C.
Il 305 a.C. (CCCV a.C. in numeri romani) è un anno  del IV secolo a.C.

## Eventi
- Inizio dell'assedio di Rodi da parte di Demetrio I di Macedonia.
- Il satrapo Lisimaco di Tracia si proclama re.
- Tolomeo, già generale di Alessandro Magno, si proclama re d'Egitto e dà inizio al regno ventennale di Tolomeo I Sotere (Salvatore).
- Seleuco I Nicatore, un ex generale di Alessandro Magno, costituisce l'Impero seleucide che governerà Babilonia e la Siria per due secoli e mezzo.
- Seleuco I cerca di rivendicare il Punjab, ma viene sconfitto da Chandragupta Maurya.
- Roma
  - Consoli Lucio Postumio Megello e Tiberio Minucio Augurino
  - Nella battaglia di Boviano i Romani sconfiggono in modo decisivo i Sanniti

## Nati
- Arsinoe I, regina egizia
- Erasistrato, anatomista greco antico